# Franco Bernabei
Franco Bernabei (ur. w 1940 roku w Rzymie) – włoski kierowca wyścigowy.

## Kariera
Bernabei rozpoczął karierę w międzynarodowych wyścigach samochodowych w 1963 roku od startów we Włoskiej Formule Junior. Z dorobkiem 28 punktów uplasował się tam na dziesiątej pozycji w klasyfikacji generalnej. W późniejszych latach Włoch pojawiał się także w stawce Coppa dell'Autodromo di Monza, Trofeo Bruno e Fofi Vigorelli, Włoskiej Formuły 3 oraz Europejskiej Formuły 2.
W Europejskiej Formule 2 Włoch wystartował podczas rundy na torze ACI Vallelunga Circuit w sezonie 1969. W wyścigu uplasował się na piątej pozycji. Uzbierane dwa punkty dały mu piętnaste miejsce w końcowej klasyfikacji kierowców.